# Potrzebie
Potrzebie – słowo zaczerpnięte z języka polskiego, swoista ciekawostka socjologiczna połowy XX wieku w USA.

## Historia
W 1953 roku Harvey Kurtzman, redaktor czasopisma humorystycznego „Mad”, poszukując obcych, dziwnie brzmiących słów, sięgnął po wielojęzyczną ulotkę aspiryny i zaintrygował się tym słowem. Umieścił je na różnych przedmiotach w komiksie jako rodzaj absurdalnego humoru, tzw. meaningless background gag, swoistą niezrozumiałą i absurdalną ciekawostkę dla uważnego czytelnika.
Po publikacji w ciągu kilku lat słowo to stało się tzw. catch phrase, czyli zwrotem wielokrotnie powtarzanym w codziennej konwersacji młodych ludzi.
potrzebie było domyślnym hasłem logowania na konto administracyjne kilku gier typu MUSH oraz MUCK (np. PennMUSH, TinyMUCK, Fuzzball MUCK, TinyMUX oraz TinyMUSH).